# Fuifui Moimoi

a Compétitions nationales et continentales officielles uniquement.

b Matchs officiels uniquement.
Fuifui Moimoi, né le 26 septembre 1979 à Nuku'alofa (Tonga), est un joueur de rugby à XIII néo-zélandais d'origine tongienne évoluant au poste de pilier dans les années 2000. Il a effectué toute sa carrière professionnelle aux Parramatta Eels depuis 2003. Titulaire en club, il est sélectionné en équipe de Nouvelle-Zélande pour le Tournoi des Quatre Nations 2009 en Angleterre et en France.